# Emetha audouini
Emetha audouini är en kräftdjursart som först beskrevs av H. Milne Edwards 1840.  Emetha audouini ingår i släktet Emetha och familjen Cymothoidae. Inga underarter finns listade i Catalogue of Life.